# Russ Nicholson
Pour les articles homonymes, voir Nicholson.
Russ Nicholson, mort le 10 mai 2023, est un illustrateur britannique spécialisé dans le dessin en noir et blanc.
Il est surtout connu pour ses illustrations de livres-jeux, en particulier la série Défis fantastiques, ayant commencé par Le Sorcier de la montagne de Feu.
Il a aussi illustré pour la gamme Warhammer de Games Workshop, ainsi que le magazine White Dwarf.
Il meurt le 10 mai 2023.